# Carl Nedelmann

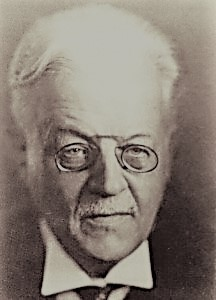
Carl Nedelmann (1867–1947)

Carl Nedelmann (* 3. Mai 1867 in Mülheim an der Ruhr; † 3. Februar 1947 ebenda) war ein deutscher Kaufmann und Glasfabrikant.

## Leben und Wirken

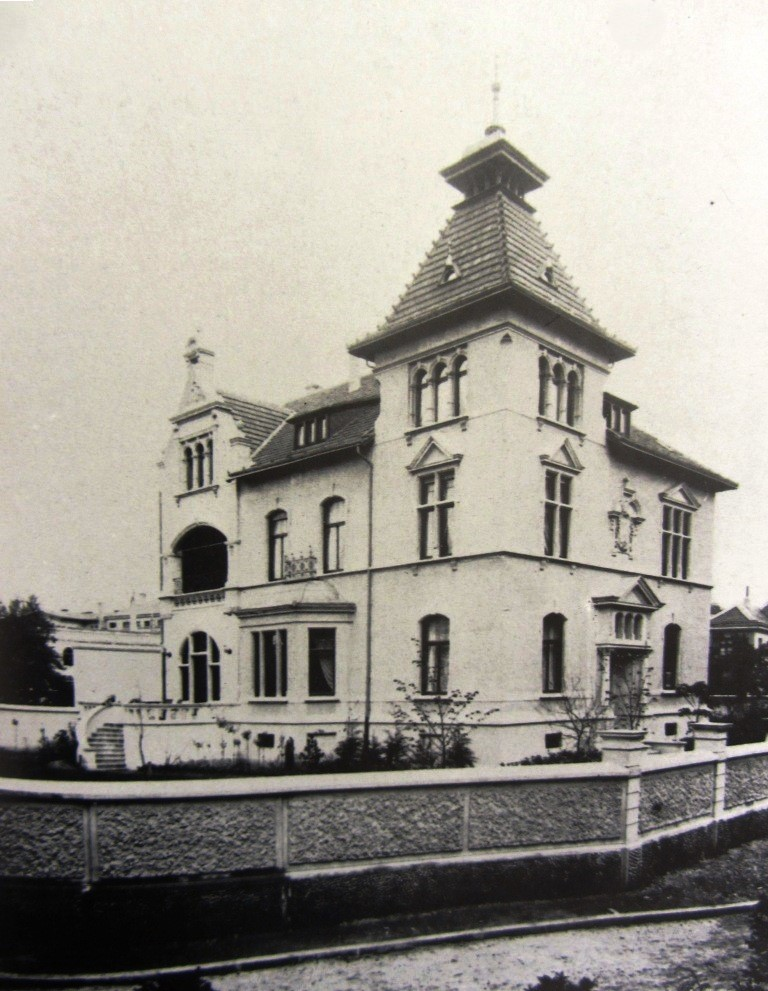
Ehemalige Villa Nedelmann im Innenstadtpark Ruhranlage

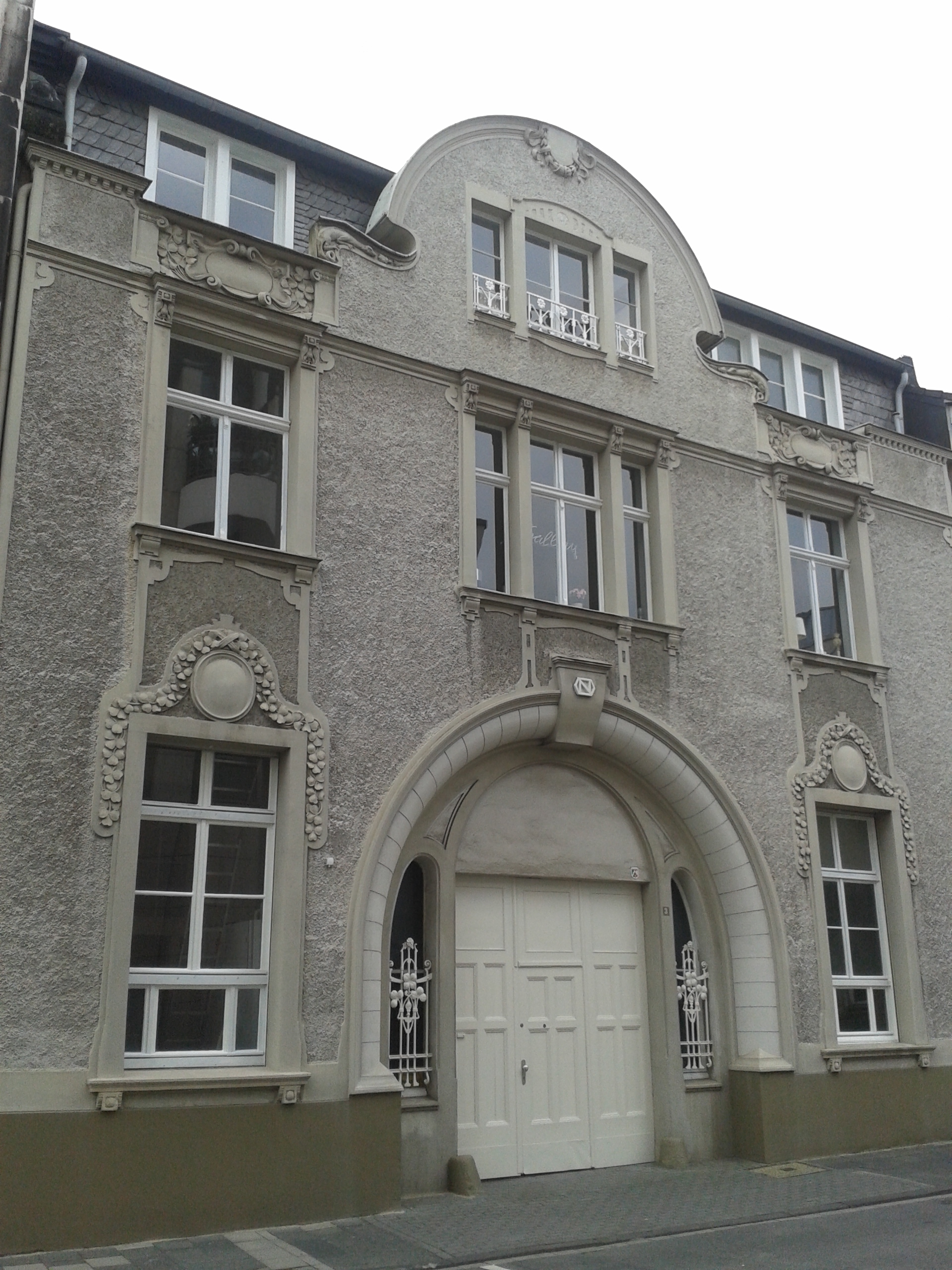
Baudenkmal „Villa Schmitz-Scholl“, zum Kunsthaus umgebaut von Carl Nedelmann

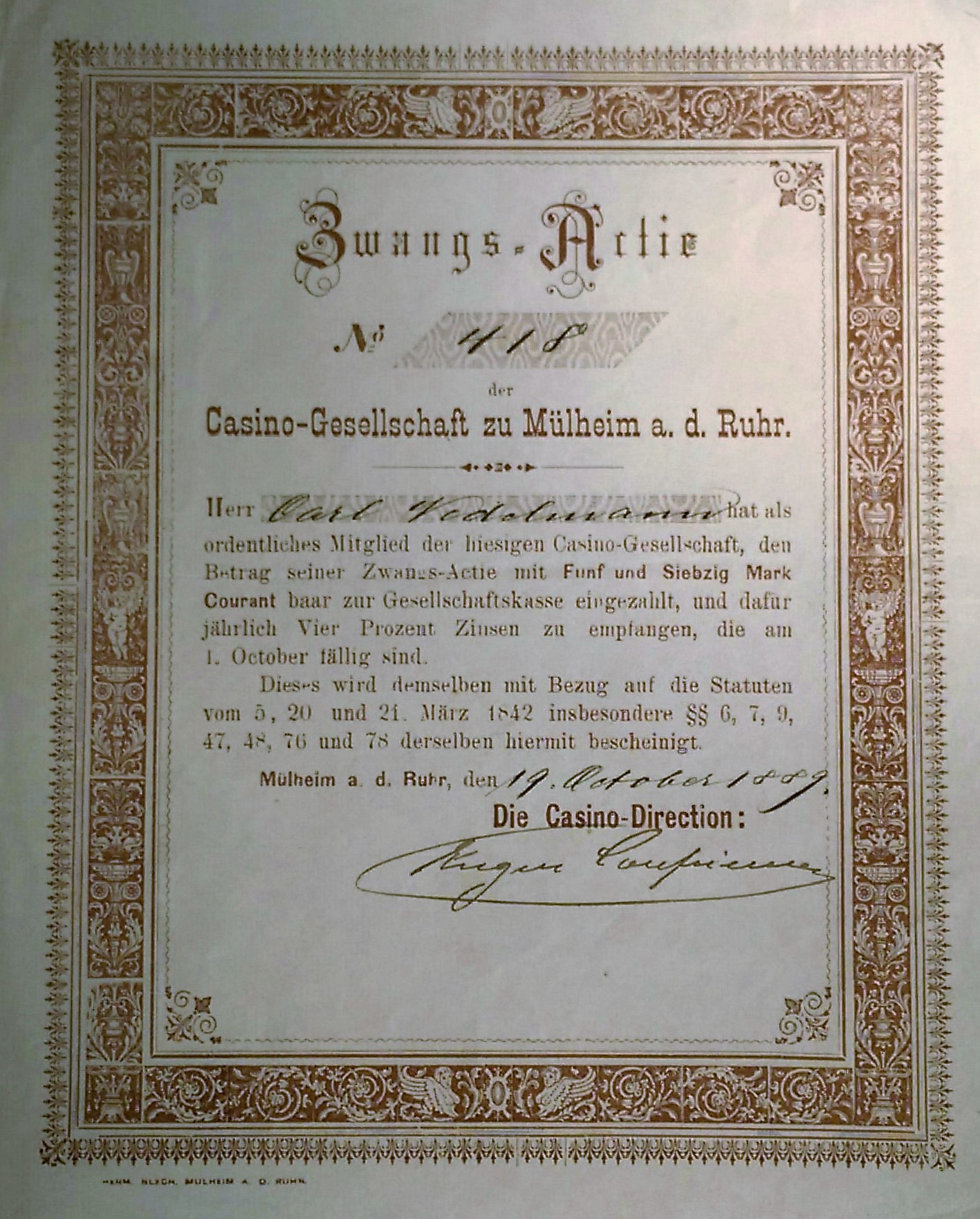
Zwangsaktie der Gesellschaft Casino Mülheim, ausgestellt auf Carl Nedelmann, unterzeichnet von Eugen Coupienne

Carl Nedelmann wurde am 3. Mai 1867 als jüngstes Kind von Ernst Nedelmann (1818–1888) und seiner Frau Henriette Winkelmann in Mülheim an der Ruhr geboren. Er besuchte das Mülheimer Realgymnasium bis zur Prima und erlangte 1882 die „wissenschaftliche Befähigung für den einjährig freiwilligen Militärdienst“. Leiter der Schulanstalt war zu dieser Zeit Oscar Henke, dessen jüngster Sohn Ernst in späteren Jahren Nedelmanns Schwiegersohn wurde.
1884 begann Carl Nedelmann eine kaufmännische Lehre in der Tafelglashütte Stallmann, Itzenplitz & Schlafhorst. Nach Beendigung der zweijährigen Lehrzeit arbeitete er noch ein knappes Jahr als Volontär bei der Aktiengesellschaft für Eisenindustrie in Oberhausen und ging nach kurzer Mitarbeit im väterlichen Geschäft 1887 nach Italien. Er betätigte sich dort im Eisenwarenhandel seines Vetters in Florenz und Rom. Als sein Vater 1888 starb, kehrte Carl Nedelmann nach Mülheim zurück und trat als Prokurist erneut in die Dienste der Glashütte. Er wurde bald Teilhaber und heiratete 1891 die zwei Jahre jüngere Amalie („Mally“) Itzenplitz, Tochter des Glashüttenbesitzers Max Itzenplitz. Sie starb 1893 nach der Geburt der zweiten Tochter.
1895 heiratete Carl Nedelmann ein zweites Mal. Helene Wenzel war ein Jahr älter als er und stammte aus Wiesbaden, wo ihr Vater im Kohlenhandel tätig war. Sie brachte in den folgenden Jahren fünf Kinder zur Welt: Otto (* 1896), Ernst (* 1897), Carla (* 1899), Heinz (* 1900) und Wilhelm (* 1904).
Nach dem Tod seines Schwiegervaters Max Itzenplitz 1906 wurde Nedelmann alleiniger Inhaber der Glashütte. Bereits 1890 war im Zuge der Modernisierung der veraltete Ofenbetrieb aufgegeben und der Wannenbetrieb nach belgischem Vorbild eingeführt worden. Die Zahl der Beschäftigten wird für das Jahr 1910 mit 140 angegeben. Obwohl das Unternehmen rentabel arbeitete, stellte Nedelmann 1912 die Produktion ein und verkaufte die Fabrik in der Befürchtung, dass ein auf Handarbeit gestützter Betrieb gegen die im Ausland üblichen Maschinenbetriebe im Wettbewerb auf Dauer nicht bestehen könne.
Nachdem sich Nedelmann bereits seit 1904 als Gemeinderat in Styrum engagiert hatte, wählte man ihn nach der Eingemeindung Styrums in die Stadtverordnetensammlung der Stadt Mülheim. Mit Beginn des Ersten Weltkriegs arbeitete er unentgeltlich in verschiedenen Bereichen der Kriegsversorgung. Zu seinem Verantwortungsbereich zählten die Kleinrentnerfürsorge, die Kriegsküche, die Nähstube, die Goldankaufstelle sowie ab 1916 die Bezugscheinstelle mit angegliederter Altkleiderstelle. In Anerkennung dieses Engagements wurde Carl Nedelmann am 14. August 1917 zum unbesoldeten Beigeordneten der Stadt Mülheim ernannt. Dieses Ehrenamt sollte er bis 1930 innehaben.
In den Jahren nach dem Ersten Weltkrieg kümmerte sich Nedelmann insbesondere um die Kleinrentnerfürsorge. Die sogenannten Kleinrentner litten stark unter der Inflation und konnten nur noch mit Mühe ihren Lebensunterhalt bestreiten. Durch den Bau des Klönne-Stifts, eines Heims für bedürftige Rentner, erwarb er sich große Verdienste.
Als gebürtiger Mülheimer beherrschte Carl Nedelmann seit seiner Kindheit die Sprache seiner Heimatstadt, das Mölmsch Platt. In diesem Dialekt verständigte er sich mit den Arbeitern seiner Glashütte oder den Schiffern, die bei ihm angestellt waren. Nedelmann engagierte sich in zahlreichen Mülheimer Vereinen. So war er Baas (Vorsitzender) der Bürgergesellschaft Mausefalle, Kommandeur des Grubbel-Grabbel, Leiter des Mölmschen Kringks, Mitglied in der Casinogesellschaft zu Mülheim a. d. Ruhr Gesellschaft Casino e. V. sowie Gründungsvorsitzender (1891–1899) des Mülheimer Tennisvereins am Kahlenberg.
Inspiriert durch seine Aufenthalte in Florenz erbaute Nedelmann neben der von ihm erworbenen Villa Schmitz-Scholl an der Delle Nr. 56 in Mülheim eine weitere imposante Jugendstilvilla, die sog. Villa Nedelmann. Diese wurde am 22. Juni 1943 durch einen Fliegerangriff schwer zerstört und später abgerissen. Die Villa Schmitz-Scholl blieb vom Krieg verschont. Noch heute prangt dort das Firmen-Logo von Oskar Natorp aus Stahl mit dem markanten „N“ über dem Portal in der Ruhrstraße Nr. 3 (heute Galerie an der Ruhr / Ruhr-Gallery;) zuvor wohnte hier Wilhelm Scmitz später genannt Wilhelm Schmitz-Scholl (WISSOL) mit Familie, der Gründervater des Tengelmann-Unternehmens. Es ist das historische Stammhaus des Konzerns.
Wenige Monate vor seinem 80. Geburtstag verstarb Carl Nedelmann am 3. Februar 1947 bei einem Verkehrsunfall vor seiner letzten Wohnung am Kassenberg 78 in Mülheim an der Ruhr.